# Иван Макарович
«Иван Макарович» — советский художественный фильм, драма режиссёра Игоря Добролюбова. Съемки фильма проходили в Гродно, Вильнюсе, Минске и во Владимире.

## Сюжет
Начинается Великая Отечественная война. 13-летний мальчик Иван теряет всех близких. Отец ушёл на фронт, мать погибла при бомбёжке. Ивану приходится выживать, полагаясь только на свои силы. Он эвакуируется за Урал, устраивается на завод и даже находит возможность помочь незнакомым людям.

## В ролях
| Актёр | Роль                                    |
| --- | --------------------------------------- |
| Виктор Махонин | Иван Макарович                          |
| Людмила Кочка | Лялька                                  |
| Ирина Бразговка | Зина                                    |
| Михаил Макаров | Коля                                    |
| Тамара Логинова | Мария Степановна, мама Ивана            |
| Елена Максимова | бабушка                                 |
| Валентина Владимирова | мать Кольки                             |
| Аркадий Трусов | дядя Кузя                               |
| Николай Ерёменко (старший) | отец                                    |
| Зинаида Воркуль | почтальон                               |
| Галина Рогачёва | учительница                             |
| Игорь Пушкарёв | раненый боец в санитарном поезде        |
| Борис Руднев | солдат сопровождения санитарного поезда |
| Владимир Маренков | искалеченный боец в санитарном поезде   |
| Борис Гитин | раненый боец в санитарном поезде        |
| Михаил Федоровский | врач                                    |
| Тамара Муженко (нет в титрах) | беженец                                 |
| Владимир Золотухин (нет в титрах)                                                                                                 | беженец                                 |
| Александра Зимина (нет в титрах)                                                                                                  | беженец                                 |
| Марина Шевелёва, Юрий Филиппчик, Пётр Зенченков, Сергей Михальчук, Анатолий Ашурков, Н. Урбанович, Игорь Пушкарёв, Е. Тереховский | эпизод                                  |

## Съёмочная группа
| Автор сценария                                               | Валерий Савченко                           |
| Режиссёр-постановщик                                         | Игорь Добролюбов                           |
| Оператор-постановщик                                         | Дмитрий Зайцев                             |
| Композитор                                                   | Рафаил Хозак                               |
| Художник-постановщик                                         | Владимир Дементьев                         |
| Звукооператор                                                | Сендэр Шухман                              |
| Режиссёр                                                     | Л. Чижевская                               |
| Монтажёр                                                     | Л. Кузьмич, Л. Печиева                     |
| Художник по костюмам                                         | Элеонора Семёнова                          |
| Художник-гримёр                                              | Валентин Антипов                           |
| Редактор                                                     | Михаил Березко                             |
| Ассистент режиссёра                                          | С. Якубовская, М. Давидович, Борис Берзнер |
| Ассистент оператора                                          | Михаил Комов, Эдуард Садриев, Л. Сушкевич  |
| Ассистент художника                                          | Геннадий Харлан                            |
| Государственный симфонический оркестр кинематографии Дирижёр | Эмин Хачатурян                             |
| Директор                                                     | А. Козлов                                  |

## Премии и награды
- 1970 — Гран-при «Серебряная Минерва» на XXII МКФ детских фильмов в Венеции, Италия.
- 1970 — 1-я премия на IV ВКФ в Минске в разделе фильмов для детей и юношества.